# Mammillaria prolifera
El erizo hembra (Mammillaria prolifera) es una especie fanerógama perteneciente a la familia Cactaceae. 

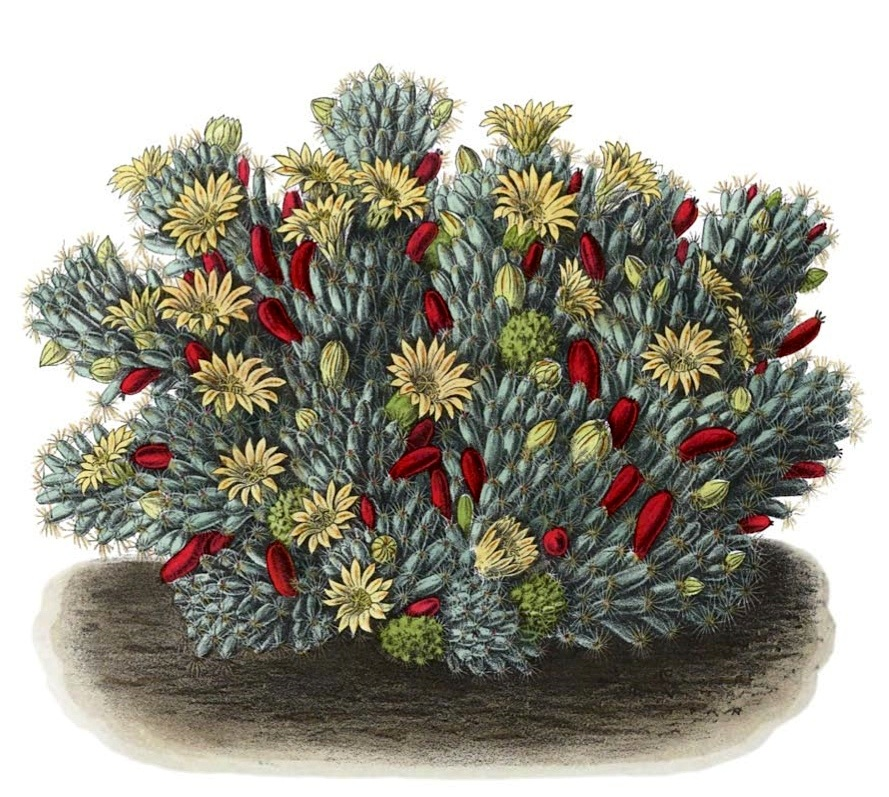
Ilustración

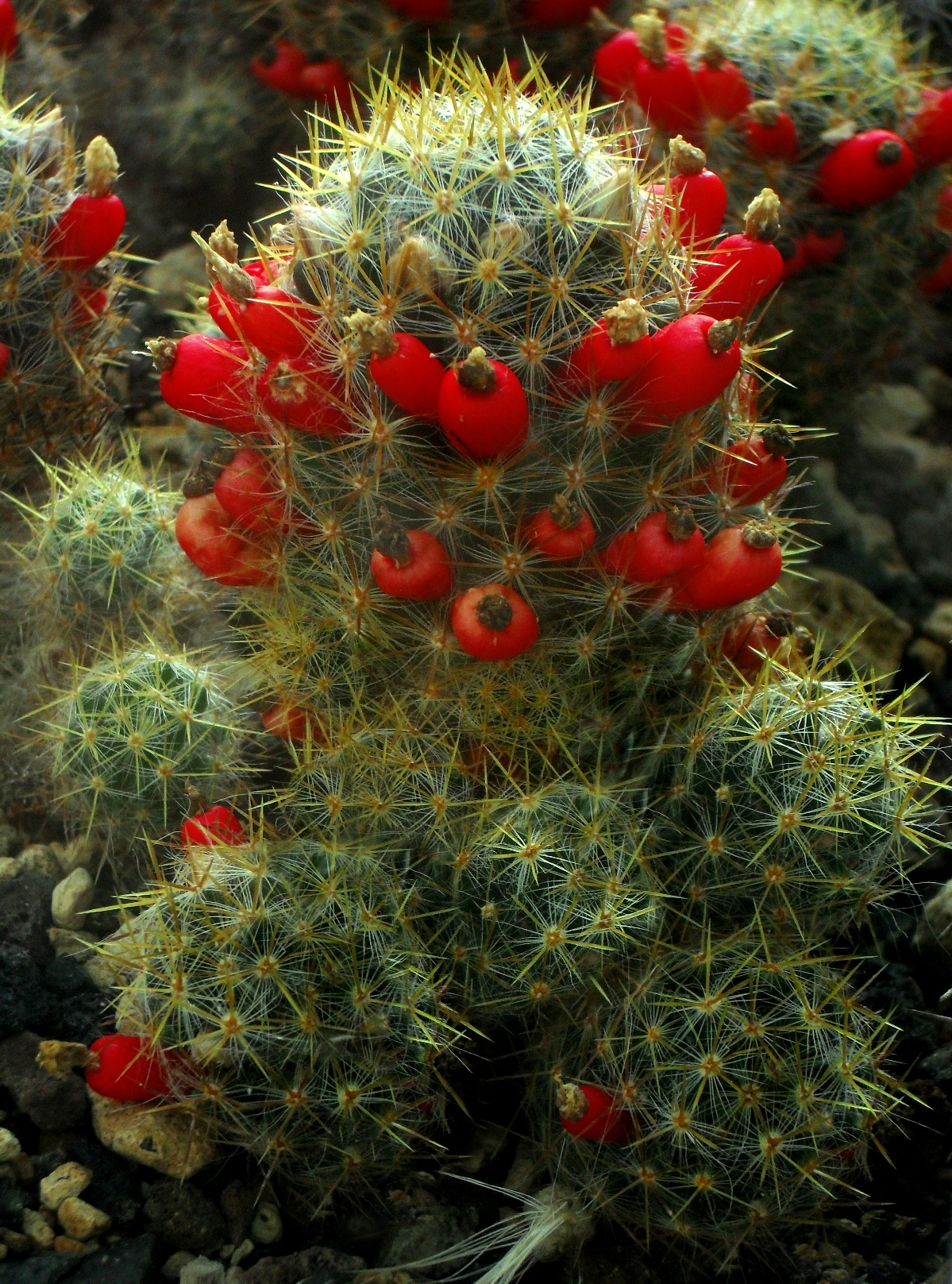
Vista de la planta

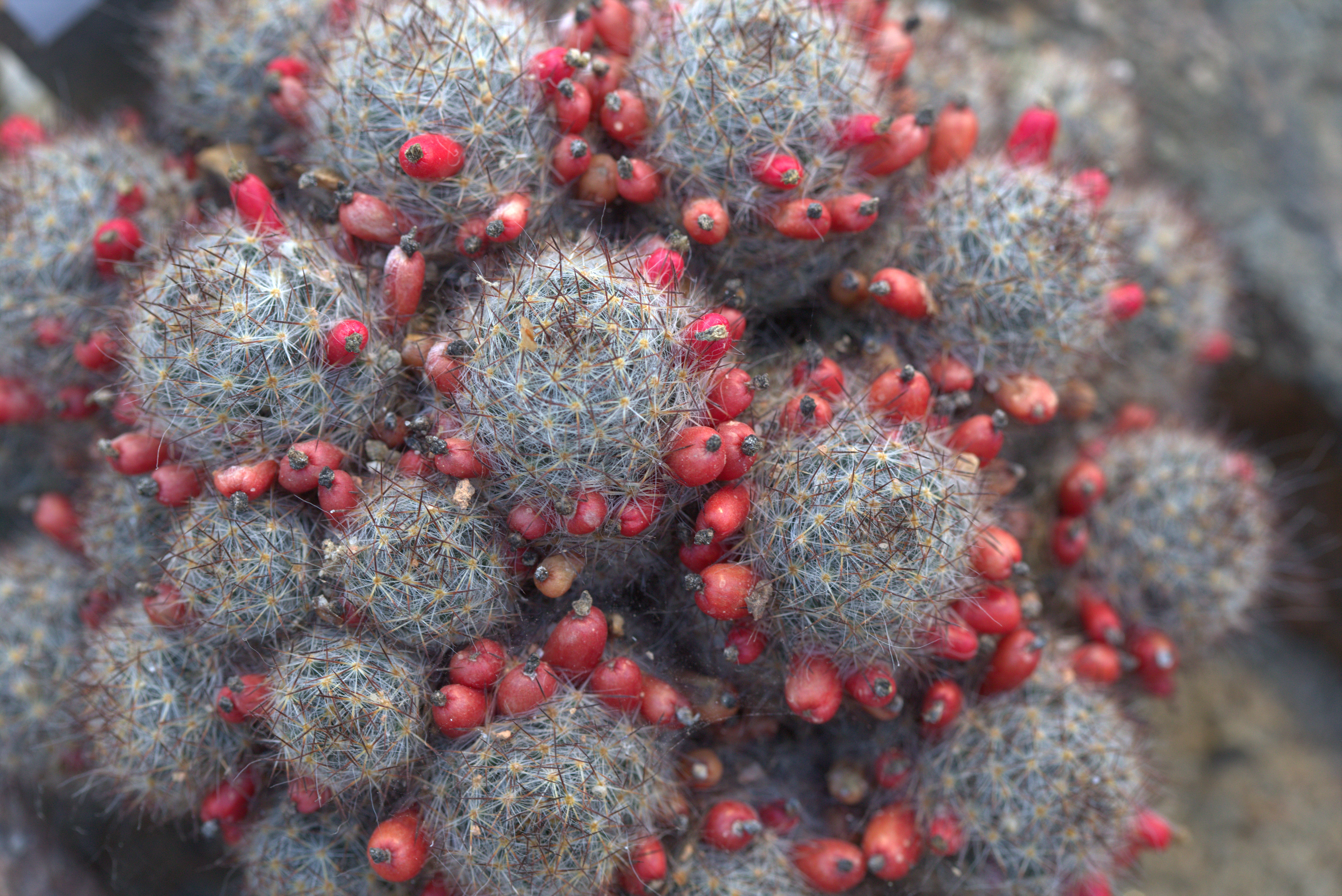
Vista de la planta

## Distribución y hábitat
Es endémico de México y Texas en Estados Unidos. Su hábitat natural son los áridos desiertos. Está extendida por todo el mundo como planta ornamental.

## Descripción
Es una planta perenne carnosa y globosa con las hojas transformadas en espinas, de color verde y con las flores de color blanco y amarillo. 
Tiene un tallo globoso o alargado, de 1-2 cm de diámetro, de color verde oscuro, con ramas fuertes desde el fondo y los lados, los brotes vecinos pueden crecer juntos. Tiene de 5-12 espinas centrales, que fueron brillantes y se vuelven de color amarillo. y 40 espinas radiales, que son delgadas y de color blanco.
Las flores de 1,4 cm de largo, con los pétalos de color crema con motivos amarillo-marrón. La floración se prolonga durante 2-3 meses. El fruto es de color naranja-rojo. En algunos cactus de esta especie, el fruto es comestible con un sabor agridulce. Usualmente se comen en algunas regiones de San Luis Potosí y Zacatecas.

## Taxonomía
La especie fue descrita inicialmente como Cactus proliferus por Philip Miller y publicado en The Gardeners Dictionary: eighth edition no. 6, en 1768, actualmente es tanto un sinónimo como el basónimo de esta. Finalmente, sería transferida al género Mammillaria por Adrian Hardy Haworth en Synopsis plantarum succulentarum ... 177, en 1812.

#### Etimología
Mammillaria: nombre genérico que fue descrito por vez primera por Carolus Linnaeus como Cactus mammillaris en 1753, nombre derivado del latín mammilla = pecho, en alusión a su forma similar a una mama.
prolifera: epíteto latino que significa "prolífera".

#### Variedades aceptadas
- Mammillaria prolifera subsp. arachnoidea (D.R. Hunt) D.R. Hunt
- Mammillaria prolifera subsp. haitiensis (K. Schum.) D.R. Hunt
- Mammillaria prolifera subsp. multiceps (Salm-Dyck) U. Guzmán
- Mammillaria prolifera subsp. zublerae (Repp.) D.R. Hunt

#### Sinonimia
- Cactus glomeratus
- Cactus proliferus
- Chilita multiceps
- Chilita prolifera
- Ebnerella multiceps
- Ebnerella prolifera
- Mammillaria glomerata
- Mammillaria multiceps
- Mammillaria pusilla